# Liste der Naturdenkmale in Hausach
| Naturdenkmale | Anzahl |
| ------------- | ------ |
| FND           | 2      |
| END           | 2      |
| Gesamt        | 4      |

Die Liste der Naturdenkmale in Hausach nennt die verordneten Naturdenkmale (ND) der im baden-württembergischen Ortenaukreis liegenden Stadt Hausach. In Hausach gibt es insgesamt vier als Naturdenkmal geschützte Objekte, davon zwei flächenhafte Naturdenkmale (FND) und zwei Einzelgebilde-Naturdenkmale (END).
Stand: 31. Oktober 2016.

## Flächenhafte Naturdenkmale (FND)
| Name                     | Bild | Kennung     | Einzelheiten | Position | Fläche Hektar | Datum         |
| ------------------------ | ---- | ----------- | ------------ | -------- | ------------- | ------------- |
| Spitzfelsen              |      | 83170410001 | Hausach      | ???      | 0,0           | 29. Aug. 1963 |
| Zimmerfelsen             |      | 83170410002 | Hausach      | ???      | 0,1           | 29. Aug. 1963 |
| Legende für Naturdenkmal |      |             |              |          |               |               |

## Einzelgebilde (END)
| Name                     | Bild | Kennung     | Einzelheiten | Position | Fläche Hektar | Datum         |
| ------------------------ | ---- | ----------- | ------------ | -------- | ------------- | ------------- |
| Sumpfzypresse            |      | 83170410003 | Hausach      | ???      | 0,0           | 15. Jan. 1974 |
| 1 Mammutbaum             |      | 83170410004 | Hausach      | ???      | 0,0           | 14. Nov. 1994 |
| Legende für Naturdenkmal |      |             |              |          |               |               |